# Frederick Shaw (militare)
Sir Frederick Charles Shaw (1861 – 1942) è stato un militare e politico britannico.

## Biografia
Shaw divenne ufficiale negli Sherwood Foresters nel 1882. Prestò servizio nella Guerra anglo-egiziana del 1882.
Durante la Seconda guerra boera fu Maggiore di Brigata e quindi deputato assistente aiutante generale e poi assistente aiutante generale. Nel 1907 divenne ufficiale comandante del 2º battaglione degli Sherwood Foresters.
Durante la prima guerra mondiale fu inizialmente comandante della 9th Infantry Brigade ruolo col quale venne impiegato in Francia. Egli venne ferito da una bomba che colpì il suo quartier generale il 12 novembre 1914. Dopo essersi ripreso, nel 1915, venne nominato comandante della 29th Division. Divenne in seguito direttore dell'Home Defence e successivamente Capo dello Staff Generale delle Home Forces.
Il 19 settembre 1919, durante la Guerra d'indipendenza irlandese, egli suggerì alle forze di polizia in Irlanda di espandersi tramite il reclutamento di forze speciali di volontari britannici e uomini in pensione. A seguito del diretto intervento di Londra, il "Black and Tans" e l'Auxiliary Division vennero introdotti di modo da ottenere risultati decisivi. Ironicamente questo intervento portò al cambio dell'amministrazione irlandese al Castello di Dublino durante la quale Shaw venne rimpiazzato.